# Финский северный олень

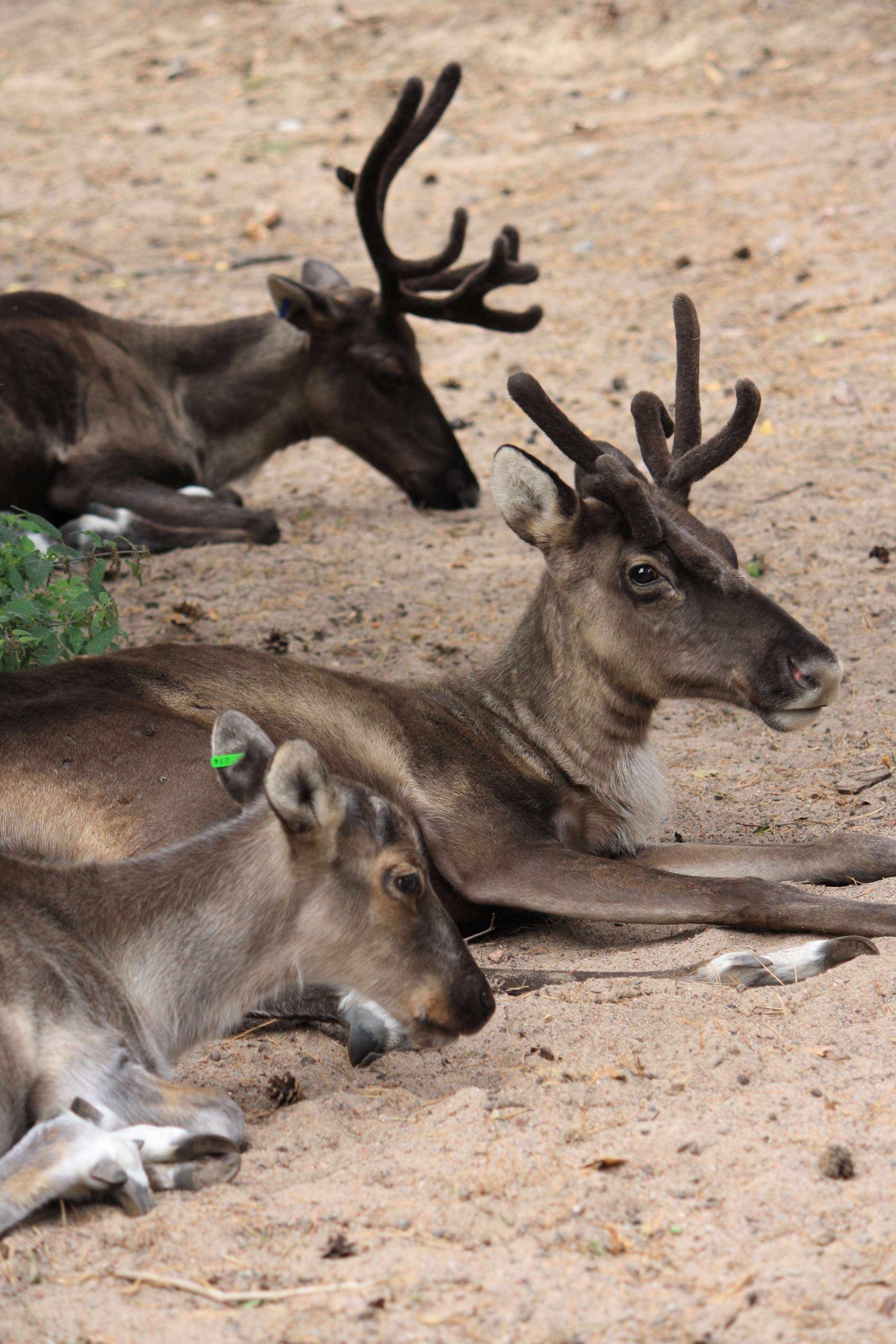
Финские лесные северные олени в Хельсинкском зоопарке (молодой, самка, молодой самец)

Финский лесной северный олень  (финский: metsäpeura) — редкая и исчезающая форма северного оленя, обитающая в Финляндии и на Северо-Западе России. Её популяции населяют  восточную Карелию и  провинции Северная Карелия, Саво и Кайнуу в Финляндии, некоторые особи иногда проникают и на юг центральной Финляндии. Финский лесной олень отличается от одомашненных северных оленей (Rangifer tarandus tarandus) большими размерами и предпочитает селиться в плотных бореальных лесах, а не в открытой тундре. По представлениям некоторых зоологов финский лесной олень является отдельным подвидом (Rangifer tarandus fennicus (Lönnberg, 1909)).

## Таксономия
В. Г. Гептнер с соавторами считали, что отделение лесных северных оленей Скандинавского полуострова и Европейской части России (в конце XIX — начале XX веков лесные северные олени обитали в Костромской и Нижегородской губерниях) от оленей, населяющих тундры Фенноскандии, в частности, Лапландский заповедник, необоснованно, то есть обе формы принадлежат к номинативному подвиду Rangifer tarandus tarandus. Но при этом данные авторы выделяли в качестве отдельного подвида сибирского лесного оленя R. t. valentinae Flerov, 1933.
Сходной точки зрения придерживался И. И. Соколов. Он рассматривал сибирского лесного оленя R. t. valentinae Flerov, 1933 как валидный подвид, при этом лесная зона Европейской части в ареале этой формы была указана под вопросом. О систематическом положении северных оленей лесной зоны Финляндии и Карелии прямо в этой работе ничего сказано не было.
В своей монографии по Оленьим автор описания сибирского лесного оленя К. К. Флёров на территории Евразии выделял 7 и Северной Америки 8 подвидов северных оленей. Об ареале типичной формы Rangifer tarandus tarandus Флёров прямо указывает, что он занимает тундры и тайгу Европы, то есть Rangifer tarandus fennicus он рассматривал в качестве младшего синонима этого подвида.
А. А. Данилкин считает обоснованным выделение среди северных оленей Евразии лишь четырёх форм: R. t. tarandus, R. t. platyrhynchus (островной подвид, о. Шпицберген и др.), R. t. sibiricus (тундры Сибири к востоку от Лены) и R. t. phylarchus (камчатский подвид).
В последней сводке по млекопитающим "Mammal Species of the World" признаётся  валидность подвида Rangifer tarandus fennicus при отсутствии таковой у подвида R. t. valentinae. Это означает, что название Rangifer tarandus fennicus распространено на всех лесных северных оленей Евразии от Финляндии до Приморского Края. Это лишает финских лесных оленей специфичности, создаёт проблемы с охраной этой формы, так как лесной северный олень на большей части Сибири — объект охоты.
Таким образом, так как отечественные зоологи, обладающие наиболее полными материалами по изменчивости оленей Евразии, не признают валидность этого подвида, целесообразно рассматривать финского северного оленя, как группу популяций лесных оленей Фенноскандии, считая не решенным вопрос об их таксономическом статусе.

## Размеры
Финский лесной северный олень является одной из самых крупных форм северных оленей. Тело его 180—220 см длиной и 10—15 см хвост. Самец крупнее самки, весит 150—250 кг, а самки весят около 100 кг. Их длинные ноги, широкие копыта и более узкие V-образной формы рога облегчают движение по глубокому снегу в лесных местах обитания.

## Ареал и статус
В XVII веке финский лесной северный олень заселял всю Финляндию и север Европейской части России. Охота, оленеводство и деградация среды обитания в результате эксплуатации лесов привело к их почти полному исчезновению в Финляндии к концу XIX века.  В 1700 году в России поголовье было сосредоточено к западу от Кандалакши и в окрестностях Онежского озера, но охота и лесное хозяйство снизили их численность и в этим областях.   На территории СССР основной очаг распространения финского северного оленя к 70-м годам прошлого века находился за линией приграничного отчуждения в окрестностях Костомукши. Там в 1983 году с целью охраны этой формы был создан Костомукшский заповедник. В 1979 — 1980 годах финские лесные олени были реинродуцированны в национальном парке Саламаярви (Salamajärvi) в средней Финляндии из провинции Кайнуу. Небольшая популяция около 1000 особей также обитает в Южной Остроботнии.  По мере восстановления их популяции в Финляндии было высказано предположение, что за замедление восстановления может быть частично ответственно все большее увеличение численности волка.